# Сьвеселиці
Сьвеселиці (пол. Świesielice) — село в Польщі, у гміні Цепелюв Ліпського повіту Мазовецького воєводства.
Населення — 382 особи (2011).
У 1975-1998 роках село належало до Радомського воєводства.

## Демографія
Демографічна структура станом на 31 березня 2011 року:
|          | Загалом | Допрацездатний вік | Працездатний вік | Постпрацездатний вік |
| -------- | ------- | ------------------ | ---------------- | -------------------- |
| Чоловіки | 191     | 38                 | 134              | 19                   |
| Жінки    | 191     | 34                 | 91               | 66                   |
| Разом    | 382     | 72                 | 225              | 85                   |